# Целопиды
Целопиды (лат. Coelopidae) — небольшое семейство насекомых из подотряда короткоусых двукрылых, близкое Helcomyzidae и Dryomyzidae, насчитывающее около 30 видов и 13 родов. Описано австрийским энтомологом Фридрихом Генделем в 1910 году. Личинки обычно развиваются в разлагающихся морских водорослях, реже в трупах животных, питаются бактериями. Дыхальца у личинок окружены многочисленными гидрофобными волосками, которые позволяют находиться под водой длительное время. Встречаются во всех зоогеографических областях, кроме Ориентальной и Неотропической. Центром видового разнообразия является Австралазия. Некоторые виды используются в генетических исследованиях.

## Описание

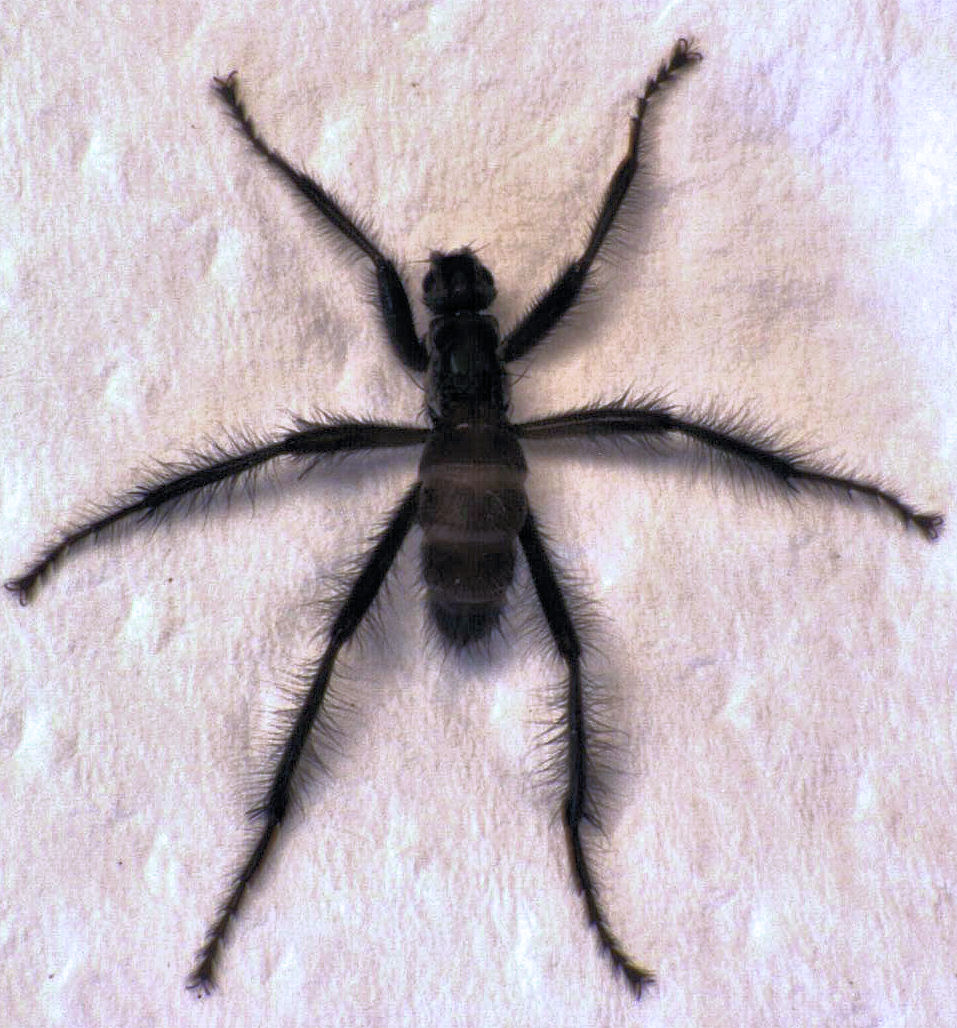
Самец Icaridion nasutum с редуцированными крыльями

### Имаго
Мухи с тёмным уплощённым телом длиной от 3 до 16 мм. Вибриссы отсутствуют. Глаза, за исключением представителей рода Lopa, без волосков. У представителей родов Chaetocoelopa и Cluma волоски очень мелкие и видны только под сканирующим электронным микроскопом. Усики очень короткие и прижаты к лицу. Скапус сверху с несколькими волосками или щетинками. Педицель сверху и по бокам с множеством волосков и щетинок и с одной очень длинной щетинкой около вершины. Ариста обычно голая, реже опушённая. Профиль лица сильно вогнутый. Щёки составляют от половины до трёх четвертей высоты глаза. Наличник хорошо развит. Около простых глазков одна пара щетинок. Задняя часть переднеспинки и среднеспинка густо покрыты множеством волосков. Щиток плоский, с короткими волосками по краю или почти на всём диске и с двумя парами более длинных щетинок на вершине и около основания. Крылья без пятен, хорошо развиты или редуцированы (например, у Icaridion nasutum). Костальная жилка без разрывов и без шипиков. Субкостальная жилка заканчивается задолго до вершины крыла. Бёдра передних ног сильно расширены. Первый стернит брюшка очень короткий или редуцирован.
Пятый сегмент средних лапок имеет характерную структуру, не встречающуюся у других семейств. Он сплющен и имеет треугольную форму с двумя или тремя зубцами или бугорками на дистальном крае над коготками. Эти зубцы могут заканчиваться отчётливой средней долей, которая отделена от боковой доли с каждой стороны сублатеральной лакуной различной глубины. Коготки подвижны и могут втягиваться в сублатеральные лакуны пятого членика лапки.
Для семейства характерен очень значительная внутривидовая изменчивость общего размера тела, длины крыла и хетотаксических признаков. Это иногда приводило к множественному описанию одного и того же вида. Хорошо выражен половой диморфизм. Самцы обычно больше самок. Шипики и волоски на теле и ногах у самцов часто значительно крупнее и толще, чем самок.

### Преимагинальные стадии
Личинки известны у восьми родов: Amma, Chaetocoelopa, Coelopa, Coelopella, Gluma, Icaridion, Rhis, This. Тело личинки светлое (за исключением тёмных склеротизированных участков) удлинённое, сужающееся спереди и усечённое сзади, длиной 6,0—13,78 мм. Поверхность тела гладкая, за исключением нескольких рядов мелких шипов на брюшной стороне по краю сегментов. Передние дыхальца с 14—18 округлыми отверстиями в одном веерообразном ряду. Каждое задние дыхальца на коротком отдельном отростке и окружено кольцом из многочисленных (более 20 штук) гидрофобных волосков. Такие волоски отсутствуют у других семейств двукрылых и помогают целопидам находится под водой длительное время.
Пупарий яйцевидный, с морщинистой поверхностью, длиной около 7,5 мм; окраска пупария — от тёмно-коричневой до чёрной.
Яйца не описаны.

## Биология
Встречаются по побережьям морей. Личинки развиваются в разлагающихся водорослях, выброшенных на берег в результате высоких приливов: бурых (Laminaria, Saccorhiza, Alaria, Ascophyllum, Fucus, Chorda и Himunthulia), красных (Porphyra, Furcellaria, Cerumium и Chondrus) и зелёных (Ulva, Enteromorpha и Chuetomorpha). В лабораторных условиях личинки способны питаться высшими растениями Zostera marina (семейство Взморниковые), Atriplex littoralis и Suaeda maritima (семейство Маревые). Совместно с червями энхитреидами личинки Coelopidae в значительной степени ускоряют разложение морских водорослей. Непосредственной пищей личинок, вероятно, являются бактериальные плёнки на поверхности субстрата. По все видимости, личинкам для нормального развития необходимы компоненты морских водорослей, которые, однако, пока не идентифицированы. Некоторые представители рода Coelopa потребляют животную пищу, в том числе рыбу и крабов. Иногда жизненный цикл связан с трупами чаек или морских львов, помётом пингвинов, остатками оперения птиц после линьки.
В лабораторных условиях при 24 °С продолжительность развития личинок Coelopa frigida составляет от 11 до 25 суток. После завершения развития личинка окукливается, перемещаясь в более сухую часть субстрата. Продолжительность стадии пупария — около четырёх суток. Одна самка этого вида откладывает группами и в течение жизни производит от 60 до 80 яиц.
Самцы обычно крупнее и более изменчивы, чем самки. При спаривании самки отдают предпочтение более крупным самцам. Вариабильность в размерах обусловлена конкуренцией между личинками, но также, вероятно, наследственным фактором, который проявляется в инверсионном полиморфизме хромосом. Однако для некоторых видов (Coelopa pilipes и Gluma sp.) инверсия не характерна, но различие в размерах и половых предпочтениях остаются. Это свидетельствует о том, что предпочтение самок к крупным самцам существовало до установления инверсионного полиморфизма. Возможно, система инверсии существовала у общего предка и впоследствии была утрачена у некоторых видов.
Продолжительность жизни имаго составляет 10—12 суток. В условиях пониженной температуры в условиях лаборатории мухи могут оставаться живыми в течение 3—4 недель. Аттрактантом, привлекающим мух, служит трихлорэтилен, с чем связано появление взрослых целопид в больницах, химических лабораториях, магазинах парфюмерии. Питание взрослых особей плохо изучено. Известно, что некоторые виды рода Coelopa всасывают жидкости с поверхности морских водорослей. В эксперименте отмечено, что имаго лучше выживают, если им дают трёхпроцентный раствор маннита из морских водорослях. Мухи вида Fucellia maritima часто в большом количестве встречается на разлагающейся мёртвой рыбе.
Эктопаразитоидами пупариев целопид являются жужелицы рода Aleochara. Некоторые виды являются хозяевами энтомопатогенных грибов рода Stigmatomyces из порядка Laboulbeniales. Личинки и, вероятно, взрослые особи служат пищей морских птиц. На теле нескольких видов рода Coelopa обнаружены форезирующие клещи Thinoseius fucicola (Eviphididae). Иногда муха может быть целиком покрыта этими клещами, но ничего не известно о последствиях такого сожительства.
Хозяйственное значение не велико. В период массового размножения мухи доставляют неудобство отдыхающим на пляжах туристам. Виды Coelopa frigida и Coelopa pallipes служат объектом генетических исследований.

## Систематика
Семейство описано в 1910 году австрийским энтомологом Фридрихом Генделем как подсемейство настоящих мух (Muscidae). Систематически семейство Coelopidae наиболее тесно связано с семействами Helcomyzidae и Dryomyzidae.

### Классификация
В мировой фауне описано около 30 видов в составе 13 родов. Семейство разделяют на два подсемейства, Coelopinae и Lopinae, первое из них разделяют на три трибы. До 1991 года к Coelopidae относили роды Listriomastax и Apetaenus (включены в состав семейства Tethinidae), Orygma (включены в Sepsidae), Heterocheila (включены в Heterocheilidae).
- Подсемейство Coelopinae Hendel, 1910
  - Триба Coelopini Hendel, 1910
    - Coelopa Meigen, 1830

  - Триба Coelopellini McAlpine, 1991
    - Amma McAlpine, 1991
    - Beaopterus Lamb, 1909
    - Coelopella Malloch, 1933
    - Icaridion Lamb, 1909
    - Rhis McAlpine, 1991
    - This McAlpine, 1991

  - Триба Glumini McAlpine, 1991
    - Chaetocoelopa Malloch, 1933
    - Coelopina Malloch, 1933
    - Dasycoelopa Malloch, 1933
    - Gluma McAlpine, 1991
    - Malacomyia Haliday in Westwood, 1840
- Подсемейство Lopinae McAlpine, 1991

- Lopa McAlpine, 1991

## Распространение
Представители семейства встречаются в холодных и умеренных зонах во всех зоогеографических областях, кроме Ориентальной и Неотропической. Центром видового богатства являются Австралия и Новая Зеландия. В Австралазии обнаружено около 80 % родов и около 60 % видов.